# Kuyulu, Elâzığ
Kuyulu là một xã thuộc thành phố Elâzığ, tỉnh Elâzığ, Thổ Nhĩ Kỳ. Dân số thời điểm năm 2011 là 1.488 người.